# (73882) 1997 CZ25
(73882) 1997 CZ25 – planetoida z pasa głównego asteroid okrążająca Słońce w ciągu 3,67 lat w średniej odległości 2,38 j.a. Odkryta 11 lutego 1997 roku.